# Alejandro Palomas Pubill
Alejandro Palomas Pubill   (Barcelona, 1967) és un escriptor català d'ascendència xilena.
Fill d'un català i una xilena, es va llicenciar en filologia anglesa per la Universitat de Barcelona i va fer màster en Poesia al New College de San Francisco. És traductor literari en diverses editorials. Entre les seves obres traduïdes destaquen les d'autors com ara: Katherine Mansfield, Willa Cather, Oscar Wilde, Gertruide Stein, Jeanette Winterson o Jack London. També, realitza tallers d'escriptura creativa, i col·labora en diferents mitjans de comunicació.
Les seves novel·les són, en general, de temàtica comuna: els problemes d'incomunicació i dificultats familiars.

## Obra
- El tiempo del corazón (Siruela, 2002)
- A pesar de todo (Alba, 2002)
- Pequeñas bienvenidas (El Cobre, 2005)
- En català: Tanta vida (Columna, 2008)
- El secreto de los Hoffman (Plaza & Janés, 2008) / En català: El secret dels Hoffman (Columna, 2009)
- El alma del mundo (Espasa, 2011)
- El tiempo que nos une (Suma de letras, 2011)
- En català: El cel que ens queda (Columna, 2011)
- "Tanto tiempo" (Huerga y Fierro, 2012)
- Agua cerrada (Siruela, 2012)
- Entre el ruido i la vida (Baile del Sol, 2013)
- Una madre (Siruela, 2014) / En català: Una mare (Columna, 2015)
- Aunque no haya nadie (Baile del sol, 2014)
- Un hijo (Bridge, 2015) / En català: Un fill (Bridge, 2015)[4]
- Un perro / Un gos (Editorial Columna. Destino.248. 2016)
- La dos orillas (Destino, 2016)
- Un amor (2018)
- Un secreto (Fanbooks, 2019) / En català: Un secret (Fanbooks, 2019)

## Traduccions
- J. Jefferson Farjeon. Misterio en blanco : una novela negra navideña (Siruela, 2016)
- Ngaio Marsh. Un hombre muerto (Siruela, 2016)
- George R. Sims. Memorias de una suegra (Siruela, 2015)
- John Harding. La joven que no podía leer (Alevosía, 2015)
- Kat Spears. Un corazón de piedra (Puck, 2015)
- Jeanette Winterson. El mundo y otros lugares (Lumen, 2015)
- Nancy Bilyeau. La corona (Alevosía, 2014)
- Kate Griffin. Kitty Peck y los asesinos del Music Hall (Siruela, 2014)
- Sílvia Soler. El verano que empieza (Planeta, 2013)

## Premis
- 2008: Finalista Premi de Novel·la Ciutat de Torrevella per El secreto de los Hoffman[5]
- 2011: Finalista Premio Primavera de Novela per El alma del mundo
- 2014: Premi Joaquim Ruyra de narrativa juvenil per Un fill[6]
- 2015: V Premi L'Illa dels llibres per Un fill[7]
- 2016: Premio Nacional de Literatura Infantil y Juvenil 2016[8]
- 2016: Protagonista Jove 2016[9]
- 2018: Premi Nadal per Un amor[10]